# Horatio C. Burchard

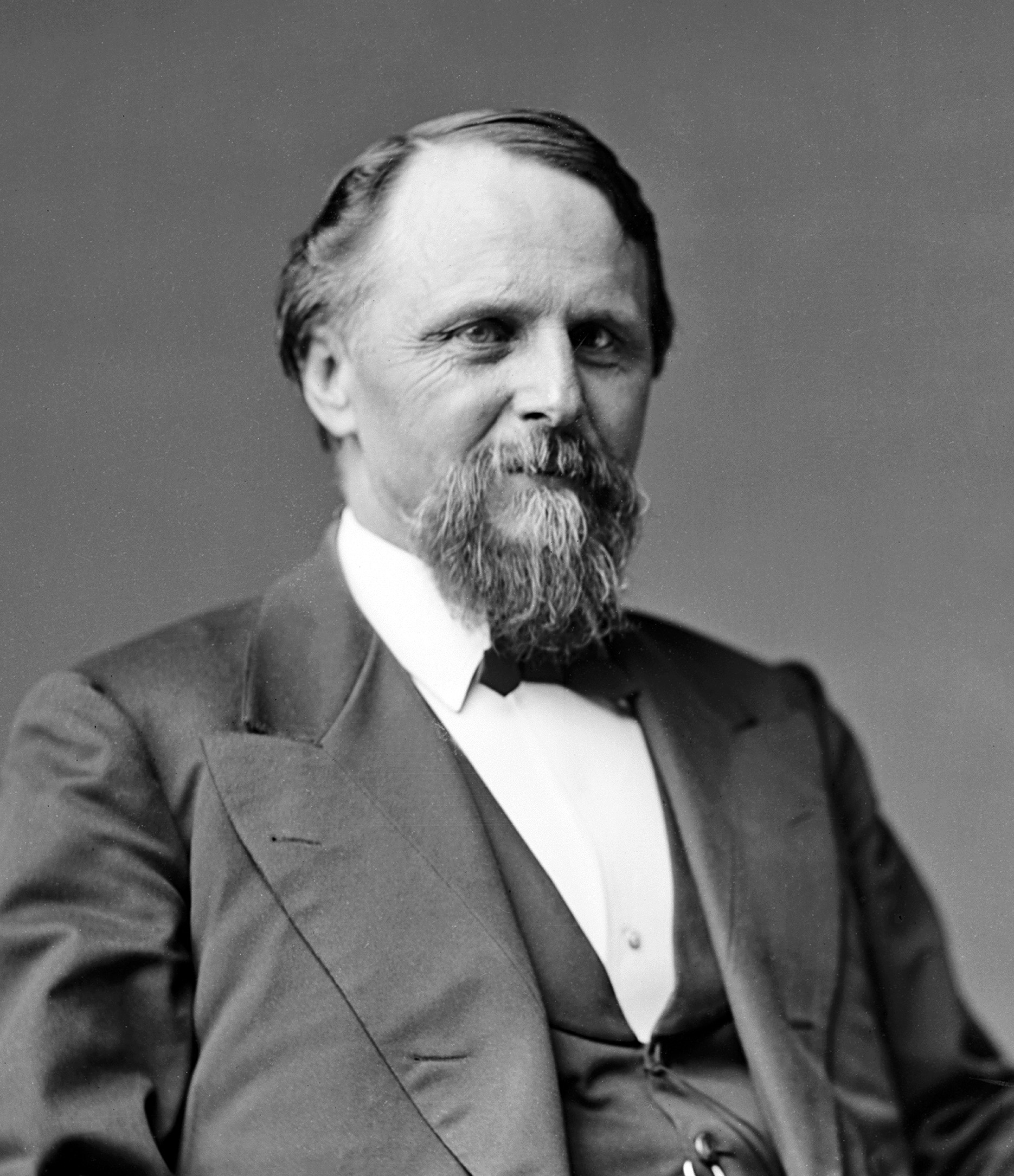
Horatio C. Burchard

Horatio Chapin Burchard (* 22. September 1825 in Marshall, Oneida County, New York; † 14. Mai 1908 in Freeport, Illinois) war ein US-amerikanischer Politiker. Zwischen 1869 und 1879 vertrat er den Bundesstaat Illinois im US-Repräsentantenhaus.

## Werdegang
Horatio Burchard besuchte sowohl öffentliche als auch private Schulen. Im Jahr 1850 absolvierte er das Hamilton College in Clinton. Nach einem anschließenden Jurastudium und seiner 1854 erfolgten Zulassung als Rechtsanwalt begann er in Freeport in diesem Beruf zu arbeiten. Gleichzeitig schlug er als Mitglied der Republikanischen Partei eine politische Laufbahn ein. Zwischen 1863 und 1866 war er Abgeordneter im Repräsentantenhaus von Illinois.
Nach dem Rücktritt des Abgeordneten Elihu Benjamin Washburne, der für kurze Zeit US-Außenminister wurde, wurde Burchard bei der fälligen Nachwahl für den dritten Sitz von Illinois als dessen Nachfolger in das US-Repräsentantenhaus in Washington, D.C. gewählt, wo er am 6. Dezember 1869 sein neues Mandat antrat. Nach vier Wiederwahlen konnte er bis zum 3. März 1879 im Kongress verbleiben. Seit 1873 vertrat er dort als Nachfolger von Bradford N. Stevens den fünften Wahlbezirk seines Staates. Im Jahr 1878 wurde er von seiner Partei nicht mehr zur Wiederwahl nominiert.
Zwischen 1879 und 1885 leitete er als Nachfolger von Henry Linderman die United States Mint. Danach praktizierte er wieder als Anwalt. Er starb am 14. Mai 1908 in Freeport.